# Szermierka na Letnich Igrzyskach Olimpijskich 1900 – szabla zawodowcy
Indywidualny turniej szablistów zawodowców był jedną z siedmiu konkurencji szermierskich rozgrywanych podczas II Letnich Igrzysk Olimpijskich w Paryżu w 1900 roku. Zawody odbyły się w dniach 23 - 27 czerwca. W zawodach wzięło udział 29 zawodników z 7 krajów. Złoty medal zdobył Włoch Antonio Conte.

## Runda 1
Pierwsza runda została rozegrana 23 czerwca. Zawodnicy rywalizowali w czterech grupach. Z każdej grupy do półfinałów awansowało czterech najlepszych zawodników. Dokładny podział na grupy nie jest znany.
| Zawodnik         |
| ---------------- |
| Xavier Anchetti  |
| Brun-Biusson     |
| Camier           |
| ChantelaT        |
| Georges Clappier |
| Antonio Conte    |
| François Delibes |
| Hébrant          |
| Horvath          |
| Julian Michaux   |
| Midelair         |
| Milan Neralić    |
| Pinault          |
| Italo Santelli   |
| Otello Santelli  |
| Piotr Zakoworot  |
| Alessandri       |
| Aufort           |
| Bersin           |
| Coquelin         |
| Dambremat        |
| Dargein          |
| Delamaide        |
| Márton Endrédi   |
| Flahaut          |
| Gabriel          |
| N. Orleans       |
| J. Santelli      |
| Schoenfeld       |

## Półfinały
16 zawodników zostało podzielonych na dwie ośmioosobowe grupy. Zawodnicy walczyli systemem każdy z każdym. Czołowa czwórka z każdej grupy awansowała do finału.
| Półfinał A | Półfinał A       | Półfinał A | Półfinał A |
| Miejsce    | Zawodnik         | Wygrane    | Przegrane  |
| ---------- | ---------------- | ---------- | ---------- |
| 1          | Antonio Conte    | 6          | 1          |
| 2          | Hébrant          | 5          | 2          |
| 3          | François Delibes | 5          | 2          |
| 4          | Milan Neralić    | 5          | 2          |
| 5          | Horvath          | 3          | 4          |
| 6          | Brun-Buisson     | 1          | 6          |
| 7          | Georges Clappier | 0          | 7          |
| 8          | Otello Santelli  | 3          | 4          |

| Półfinał B | Półfinał B      | Półfinał B | Półfinał B |
| Miejsce    | Zawodnik        | Wygrane    | Przegrane  |
| ---------- | --------------- | ---------- | ---------- |
| 1          | Italo Santelli  | 6          | 1          |
| 2          | Julian Michaux  | 6          | 1          |
| 3          | Piotr Zakoworot | 5          | 2          |
| 4          | Xavier Anchetti | 4          | 3          |
| 5          | ChantelaT       | 3          | 4          |
| 6          | Pinault         | 2          | 5          |
| 7          | Camier          | 2          | 5          |
| 8          | Midelair        | 0          | 7          |

## Finał
Finał został rozegrany 27 czerwca. W finale rywalizowało 8 zawodników systemem każdy z każdym. W przypadku remisu organizowano dodatkową walkę.
| Miejsce | Zawodnik         | Wygrane | Przegrane |
| ------- | ---------------- | ------- | --------- |
| 1       | Antonio Conte    | 7       | 0         |
| 2       | Italo Santelli   | 6       | 1         |
| 3       | Milan Neralić    | 4       | 3         |
| 4       | François Delibes | 3       | 4         |
| 5       | Julian Michaux   | 3       | 4         |
| 6       | Xavier Anchetti  | 2       | 5         |
| 7       | Piotr Zakoworot  | 2       | 5         |
| 8       | Hébrant          | 1       | 6         |